# 1589
Il 1589 (MDLXXXIX in numeri romani) è un anno  del XVI secolo.

## Eventi
- 17 gennaio – Costantinopoli riconosce l'autocefalia alla Chiesa russa, già attuata abusivamente dal 1448.                                                                                                                                                 Inoltre il metropolita di Mosca, Giobbe, è elevato a patriarca dal patriarca di Costantinopoli Geremia II su pressione dello zar.
- 9 marzo – Viene firmato il trattato di Bytom e Będzin che pone definitivamente fine alla prima guerra di successione polacca.
- Viene costruita San Bernardo alle Terme, all'interno dello spheristerium delle Terme di Diocleziano.
- Viene consacrata San Girolamo degli Schiavoni, chiesa nazionale dei croati a Roma.
- 2 agosto – Enrico IV di Borbone viene incoronato re di Francia, dopo l'assassinio di Enrico III di Francia.

## Nati

### Gennaio
- 7 gennaio - Cinzia Gonzaga, religiosa italiana († 1649)
- 20 gennaio - Stefano Amadei, pittore italiano († 1644)

### Febbraio
- 4 febbraio - Elia Naurizio, pittore italiano († 1657)
- 5 febbraio - Honorat de Bueil de Racan, poeta e drammaturgo francese († 1670)
- 5 febbraio - Domenico Pugliani, pittore italiano († 1658)
- 7 febbraio - Domenico Cecchini, cardinale italiano († 1656)
- 8 febbraio - Peter Melander von Holzappel, militare tedesco († 1648)
- 9 febbraio - Ludovico Gonzaga, vescovo cattolico italiano († 1630)
- 18 febbraio - Henry Vane il Vecchio, politico inglese († 1655)
- 18 febbraio - Maarten Gerritsz Vries, cartografo e esploratore olandese († 1646)

### Marzo
- 3 marzo - Gijsbert Voet, predicatore e teologo olandese († 1676)
- 9 marzo - Baltasar Moscoso y Sandoval, cardinale e arcivescovo cattolico spagnolo († 1665)
- 10 marzo - Vincenzo Calestani, compositore e cantante italiano

### Aprile
- 17 aprile - Martin Zeiler, scrittore tedesco († 1661)
- 18 aprile - Bernardo Morando, poeta e romanziere italiano († 1656)
- 18 aprile - Giovanni Vasa, principe svedese († 1618)
- 18 aprile - Fulvio Alessandro della Corgna, nobile e politico italiano († 1647)
- 20 aprile - Giovanni Casimiro del Palatinato-Zweibrücken-Kleeburg, conte († 1652)
- 28 aprile - Margherita di Savoia, duchessa italiana († 1655)

### Maggio
- 14 maggio - François Sublet de Noyers, politico e nobile francese († 1645)
- 19 maggio - Girolamo Ghilini, storico e presbitero italiano († 1668)
- 28 maggio - Robert Arnauld d'Andilly, politico, poeta e scrittore francese († 1674)

### Giugno
- 9 giugno - Giovanni di San Tommaso, presbitero, filosofo e teologo portoghese († 1644)
- 20 giugno - Giovanni Battista Altieri, cardinale e vescovo cattolico italiano († 1654)
- 26 giugno - Gaspar de Borja y Velasco, cardinale, arcivescovo cattolico e politico spagnolo († 1645)

### Luglio
- 3 luglio - Johann Georg Wirsung, medico, anatomista e chirurgo tedesco († 1643)
- 16 luglio - Sinibaldo Scorza, pittore italiano († 1631)
- 25 luglio - Itō Sukeyoshi, militare giapponese († 1636)

### Agosto
- 1º agosto - Alessandrina de Rye, nobildonna belga († 1666)
- 8 agosto - Carlo Filago, organista e compositore italiano († 1644)
- 12 agosto - Domenico Fiasella, pittore italiano († 1669)
- 27 agosto - Franchoys Elout, pittore olandese († 1635)
- 30 agosto - Abraham Govaerts, pittore e disegnatore fiammingo († 1626)

### Settembre
- 1º settembre - Giovanni Pesaro, doge († 1659)
- 17 settembre - Christopher Wren, presbitero inglese († 1659)

### Ottobre
- 4 ottobre - Francesco Rondinelli, letterato e bibliotecario italiano († 1665)
- 7 ottobre - Maria Maddalena d'Austria, nobile († 1631)
- 14 ottobre - Marco Gradenigo, patriarca cattolico italiano († 1656)
- 19 ottobre - Falso Dimitri I di Russia, sovrano russo († 1606)
- 24 ottobre - Innocenzo da Caltagirone, presbitero e religioso italiano († 1655)
- 31 ottobre - Parviz Mirza, principe indiano († 1626)

### Novembre
- 2 novembre - Giovanni Battista Zupi, gesuita, astronomo e matematico italiano († 1667)
- 23 novembre - Giovanni Pietro Puricelli, presbitero e storico italiano († 1659)

### Dicembre
- 21 dicembre - Ottone di Lippe-Brake, conte tedesco († 1657)

### Senza giorno specificato
- Sharif ibn Ali, sultano marocchino († 1659)
- Semplice da Verona, pittore e religioso italiano († 1654)
- Teresa Sampsonia, nobile persiana († 1668)
- Nicolas Abram, gesuita, filologo e teologo francese († 1655)
- Pieter Brueghel III, pittore fiammingo († 1639)
- Cornelius Burges, presbitero inglese († 1665)
- Giovanni Battista Cantone, nobile e magistrato italiano († 1655)
- Bernardino Capitelli, pittore e incisore italiano († 1639)
- Giovanni Ciampoli, presbitero, poeta e umanista italiano († 1643)
- Pietro Paolo Corbarelli, scultore italiano († 1649)
- Mario Cutelli, giurista e filosofo italiano († 1654)
- Giovanni Dolfin, vescovo cattolico italiano († 1659)
- William Douglas, I marchese di Douglas, nobile scozzese († 1660)
- Jacob Duwall, generale svedese († 1634)
- Antonio Escobar, gesuita, teologo e scrittore spagnolo († 1669)
- Fëdor II di Russia, sovrano russo († 1605)
- Luis Jerónimo de Cabrera, nobile spagnolo († 1647)
- Domenico Fetti, pittore italiano († 1623)
- Giovanni Battista Fontana, compositore e violinista italiano († 1630)
- Abraham Gribelin, orologiaio francese († 1671)
- Giovanni Francesco Guerrieri, pittore italiano († 1657)
- Yönten Gyatso, monaco buddhista tibetano († 1617)
- James Hamilton, II marchese di Hamilton, politico e nobile scozzese († 1625)
- Domenico Ibáñez de Erquicia, presbitero spagnolo († 1633)
- Filippo Teodoro di Liagno, pittore italiano († 1629)
- Pietro Marchetti, chirurgo, anatomista e medico italiano († 1673)
- Mansueto Merati, vescovo cattolico italiano († 1661)
- Metrofane di Alessandria, arcivescovo ortodosso greco († 1639)
- Antoine Le Métel d'Ouville, commediografo, geografo e ingegnere francese († 1657)
- Stanisław "Rewera" Potocki, nobile e condottiero polacco († 1667)
- Vincenzo Rabatta, arcivescovo cattolico italiano († 1653)
- Lazare Rivière, medico francese († 1655)
- Jan Savery, pittore olandese († 1654)
- Hugh Semple, matematico e gesuita scozzese († 1654)
- Jean Sirmond, poeta e storiografo francese († 1649)
- Alessandro Spinola, doge († 1665)
- Tomás Tamayo de Vargas, diplomatico, letterato e critico letterario spagnolo († 1641)
- Jacob de Witt, politico olandese († 1674)
- José de Villaviciosa, scrittore spagnolo († 1658)
- Teimuraz I di Cachezia, re († 1661)
- Tabanıyassi Mehmed Pascià, politico ottomano († 1637)
- Johannes van der Beeck, pittore olandese († 1644)

## Morti

### Gennaio
- 2 gennaio - Stefano Bonucci, cardinale e vescovo cattolico italiano (n. 1521)
- 4 gennaio - Antonio Pagani, francescano italiano (n. 1526)
- 5 gennaio - Joannes Hauchin, arcivescovo cattolico belga (n. 1527)
- 5 gennaio - Inaba Yoshimichi, militare giapponese (n. 1515)
- 5 gennaio - Caterina de' Medici, sovrana italiana (n. 1519)

### Febbraio
- 19 febbraio - Santa Filotea, religiosa greca
- 21 febbraio - William Somerset, III conte di Worcester, nobile inglese (n. 1526)
- 22 febbraio - Andrea Dudith-Sbardellati, umanista e vescovo cattolico ungherese (n. 1533)

### Marzo
- 2 marzo - Alessandro Farnese il Giovane, cardinale italiano (n. 1520)
- 3 marzo - Giovanni Battista Eliano, gesuita, teologo e orientalista italiano (n. 1530)
- 3 marzo - Johannes Sturm, pedagogo tedesco (n. 1507)
- 9 marzo - Frances Sidney, nobildonna inglese (n. 1531)
- 22 marzo - Lodovico Guicciardini, scrittore e mercante italiano (n. 1521)
- 23 marzo - Marcin Kromer, storico e vescovo cattolico polacco (n. 1512)

### Aprile
- 4 aprile - Benedetto da San Fratello, religioso italiano
- 4 aprile - Mildred Cooke, nobildonna e poetessa inglese (n. 1525)
- 7 aprile - Giulio Cesare Aranzio, medico e anatomista italiano (n. 1530)
- 26 aprile - Tansen, musicista indiano

### Maggio
- 3 maggio - Giulio di Brunswick-Lüneburg, vescovo cattolico tedesco (n. 1528)
- 9 maggio - Pietro Marescalchi, pittore italiano (n. 1522)
- 17 maggio - Carlo II di Monaco, sovrano monegasco (n. 1555)
- 20 maggio - Anna Maria di Brandeburgo-Ansbach, principessa tedesca (n. 1526)
- 24 maggio - Jacopo Pitti, storico, diplomatico e politico italiano (n. 1519)

### Giugno
- 20 giugno - Guillaume Rouillé, editore e umanista francese (n. 1518)
- 20 giugno - Aurelio Zibramonti, vescovo cattolico italiano

### Luglio
- 1º luglio - Christophe Plantin, tipografo fiammingo (n. 1520)
- 8 luglio - Ludolph Schrader, giurista tedesco (n. 1531)
- 12 luglio - Lionardo Salviati, umanista, filologo e scrittore italiano (n. 1539)
- 16 luglio - Pieter Peck, giurista olandese (n. 1529)
- 23 luglio - Pietro Bembo, vescovo cattolico italiano (n. 1536)
- 27 luglio - Dirk Jansz Graeff, nobile e politico olandese (n. 1542)
- 29 luglio - Anna Maria del Palatinato-Simmern, nobile tedesca (n. 1561)

### Agosto
- 1º agosto - Jacques Clément, religioso francese (n. 1567)
- 2 agosto - Enrico III di Francia, re (n. 1551)
- 12 agosto - Hōjō Genan, militare giapponese (n. 1493)
- 13 agosto - Martín Cortés Zúñiga, militare messicano (n. 1533)

### Settembre
- 1º settembre - Pedro Malón de Chaide, scrittore e teologo spagnolo (n. 1530)
- 16 settembre - Michele Baio, teologo belga (n. 1513)
- 18 settembre - Dietrich Flade, avvocato e giudice tedesco (n. 1534)
- 19 settembre - Jean Antoine de Baïf, poeta francese (n. 1532)
- 21 settembre - Stefano Bonsignori, cartografo italiano
- 23 settembre - Jacopo Nizzola, medaglista, incisore e scultore italiano (n. 1515)
- 29 settembre - Alessandro Appiano, nobile italiano (n. 1558)

### Ottobre
- 1º ottobre - Alfonso I Gonzaga, nobile italiano (n. 1529)
- 15 ottobre - Jacopo Zabarella, filosofo italiano (n. 1533)
- 18 ottobre - Adolf van Nieuwenaar, nobile tedesco
- 28 ottobre - Peter Stubbe, serial killer tedesco (n. 1525)

### Novembre
- 3 novembre - Laura Battiferri, poetessa italiana (n. 1523)
- 8 novembre - Prospero Santacroce, cardinale italiano (n. 1514)
- 9 novembre - Giuseppe Mazzuoli, pittore italiano
- 24 novembre - Agustín Gormaz Velasco, religioso e vescovo cattolico spagnolo (n. 1507)

### Dicembre
- 12 dicembre - Francesco Balbi da Correggio, scrittore e militare italiano (n. 1505)
- 21 dicembre - Juan Vicente Macip, pittore spagnolo (n. 1523)
- 25 dicembre - Melchiorre Guilandino, medico e botanico tedesco

### Senza giorno specificato
- Filippo Apiano, cartografo tedesco (n. 1531)
- Gian Federico Bonzagna, medaglista, incisore e orafo italiano
- Ottaviano Cacherano, giurista, politico e magistrato italiano
- Andrea Calamech, architetto e scultore italiano (n. 1524)
- Alonso de Córdoba,  spagnolo (n. 1505)
- Johann Fischart, scrittore tedesco (n. 1546)
- Tommaso Garzoni, scrittore italiano (n. 1549)
- Giovanni di Mosca, santo russo
- Hadim Mesih Pascià, politico ottomano (n. 1495)
- Hŏ Nansŏrhŏn, poetessa coreana (n. 1563)
- Jurij Dalmatin, scrittore e religioso sloveno (n. 1547)
- Pier Paolo Menzocchi, pittore italiano
- Quentin Metsys il Giovane, pittore fiammingo
- Alessandro Milleville, organista e compositore francese
- Pio Enea I Obizzi, nobile italiano (n. 1525)
- Bernard Palissy, ceramista francese (n. 1510)
- Thomas Penny, medico e entomologo inglese (n. 1532)
- George Pettie, scrittore inglese (n. 1548)
- Girolamo Riggio, presbitero italiano
- Sesson Shukei, pittore e monaco buddista giapponese (n. 1504)
- Carlo Theti, architetto italiano (n. 1529)
- Battista Verato, attore teatrale italiano
- Vrindavana Dasa Thakura, scrittore e mistico indiano (n. 1507)

## Calendario
| Calendario 1589 | Calendario 1589 | Calendario 1589 | Calendario 1589 | Calendario 1589 | Calendario 1589 | Calendario 1589 | Calendario 1589 | Calendario 1589 | Calendario 1589 | Calendario 1589 | Calendario 1589 | Calendario 1589 | Calendario 1589 | Calendario 1589 | Calendario 1589 | Calendario 1589 | Calendario 1589 | Calendario 1589 | Calendario 1589 | Calendario 1589 | Calendario 1589 | Calendario 1589 | Calendario 1589 | Calendario 1589 | Calendario 1589 | Calendario 1589 | Calendario 1589 | Calendario 1589 | Calendario 1589 | Calendario 1589 | Calendario 1589 | Calendario 1589 |
| --------------- | --------------- | --------------- | --------------- | --------------- | --------------- | --------------- | --------------- | --------------- | --------------- | --------------- | --------------- | --------------- | --------------- | --------------- | --------------- | --------------- | --------------- | --------------- | --------------- | --------------- | --------------- | --------------- | --------------- | --------------- | --------------- | --------------- | --------------- | --------------- | --------------- | --------------- | --------------- | --------------- |
|                 | 1               | 2               | 3               | 4               | 5               | 6               | 7               | 8               | 9               | 10              | 11              | 12              | 13              | 14              | 15              | 16              | 17              | 18              | 19              | 20              | 21              | 22              | 23              | 24              | 25              | 26              | 27              | 28              | 29              | 30              | 31              |                 |
| Gennaio         | Do              | Lu              | Ma              | Me              | Gi              | Ve              | Sa              | Do              | Lu              | Ma              | Me              | Gi              | Ve              | Sa              | Do              | Lu              | Ma              | Me              | Gi              | Ve              | Sa              | Do              | Lu              | Ma              | Me              | Gi              | Ve              | Sa              | Do              | Lu              | Ma              |                 |
| Febbraio        | Me              | Gi              | Ve              | Sa              | Do              | Lu              | Ma              | Me              | Gi              | Ve              | Sa              | Do              | Lu              | Ma              | Me              | Gi              | Ve              | Sa              | Do              | Lu              | Ma              | Me              | Gi              | Ve              | Sa              | Do              | Lu              | Ma              |                 |                 |                 |                 |
| Marzo           | Me              | Gi              | Ve              | Sa              | Do              | Lu              | Ma              | Me              | Gi              | Ve              | Sa              | Do              | Lu              | Ma              | Me              | Gi              | Ve              | Sa              | Do              | Lu              | Ma              | Me              | Gi              | Ve              | Sa              | Do              | Lu              | Ma              | Me              | Gi              | Ve              |                 |
| Aprile          | Sa              | Do              | Lu              | Ma              | Me              | Gi              | Ve              | Sa              | Do              | Lu              | Ma              | Me              | Gi              | Ve              | Sa              | Do              | Lu              | Ma              | Me              | Gi              | Ve              | Sa              | Do              | Lu              | Ma              | Me              | Gi              | Ve              | Sa              | Do              |                 |                 |
| Maggio          | Lu              | Ma              | Me              | Gi              | Ve              | Sa              | Do              | Lu              | Ma              | Me              | Gi              | Ve              | Sa              | Do              | Lu              | Ma              | Me              | Gi              | Ve              | Sa              | Do              | Lu              | Ma              | Me              | Gi              | Ve              | Sa              | Do              | Lu              | Ma              | Me              |                 |
| Giugno          | Gi              | Ve              | Sa              | Do              | Lu              | Ma              | Me              | Gi              | Ve              | Sa              | Do              | Lu              | Ma              | Me              | Gi              | Ve              | Sa              | Do              | Lu              | Ma              | Me              | Gi              | Ve              | Sa              | Do              | Lu              | Ma              | Me              | Gi              | Ve              |                 |                 |
| Luglio          | Sa              | Do              | Lu              | Ma              | Me              | Gi              | Ve              | Sa              | Do              | Lu              | Ma              | Me              | Gi              | Ve              | Sa              | Do              | Lu              | Ma              | Me              | Gi              | Ve              | Sa              | Do              | Lu              | Ma              | Me              | Gi              | Ve              | Sa              | Do              | Lu              |                 |
| Agosto          | Ma              | Me              | Gi              | Ve              | Sa              | Do              | Lu              | Ma              | Me              | Gi              | Ve              | Sa              | Do              | Lu              | Ma              | Me              | Gi              | Ve              | Sa              | Do              | Lu              | Ma              | Me              | Gi              | Ve              | Sa              | Do              | Lu              | Ma              | Me              | Gi              |                 |
| Settembre       | Ve              | Sa              | Do              | Lu              | Ma              | Me              | Gi              | Ve              | Sa              | Do              | Lu              | Ma              | Me              | Gi              | Ve              | Sa              | Do              | Lu              | Ma              | Me              | Gi              | Ve              | Sa              | Do              | Lu              | Ma              | Me              | Gi              | Ve              | Sa              |                 |                 |
| Ottobre         | Do              | Lu              | Ma              | Me              | Gi              | Ve              | Sa              | Do              | Lu              | Ma              | Me              | Gi              | Ve              | Sa              | Do              | Lu              | Ma              | Me              | Gi              | Ve              | Sa              | Do              | Lu              | Ma              | Me              | Gi              | Ve              | Sa              | Do              | Lu              | Ma              |                 |
| Novembre        | Me              | Gi              | Ve              | Sa              | Do              | Lu              | Ma              | Me              | Gi              | Ve              | Sa              | Do              | Lu              | Ma              | Me              | Gi              | Ve              | Sa              | Do              | Lu              | Ma              | Me              | Gi              | Ve              | Sa              | Do              | Lu              | Ma              | Me              | Gi              |                 |                 |
| Dicembre        | Ve              | Sa              | Do              | Lu              | Ma              | Me              | Gi              | Ve              | Sa              | Do              | Lu              | Ma              | Me              | Gi              | Ve              | Sa              | Do              | Lu              | Ma              | Me              | Gi              | Ve              | Sa              | Do              | Lu              | Ma              | Me              | Gi              | Ve              | Sa              | Do              |                 |